# Villa Lancellotti

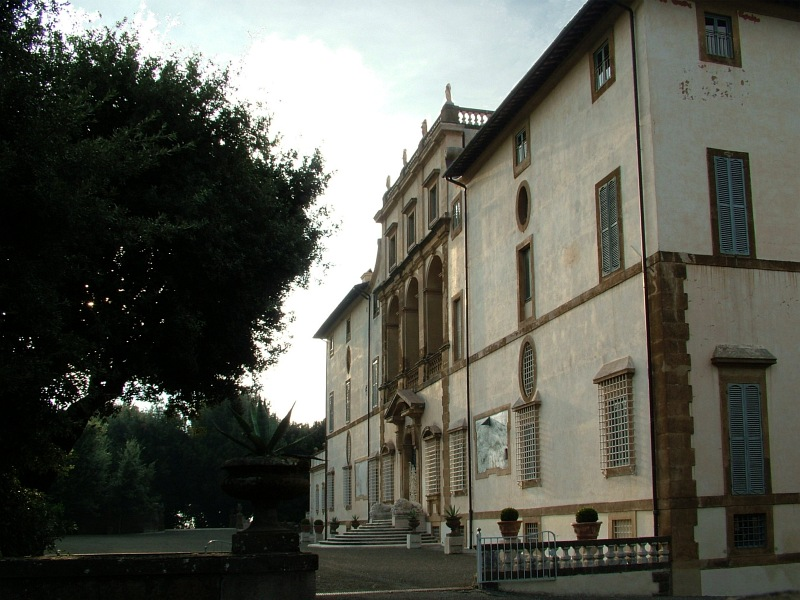
Villa Lancellotti (facade)

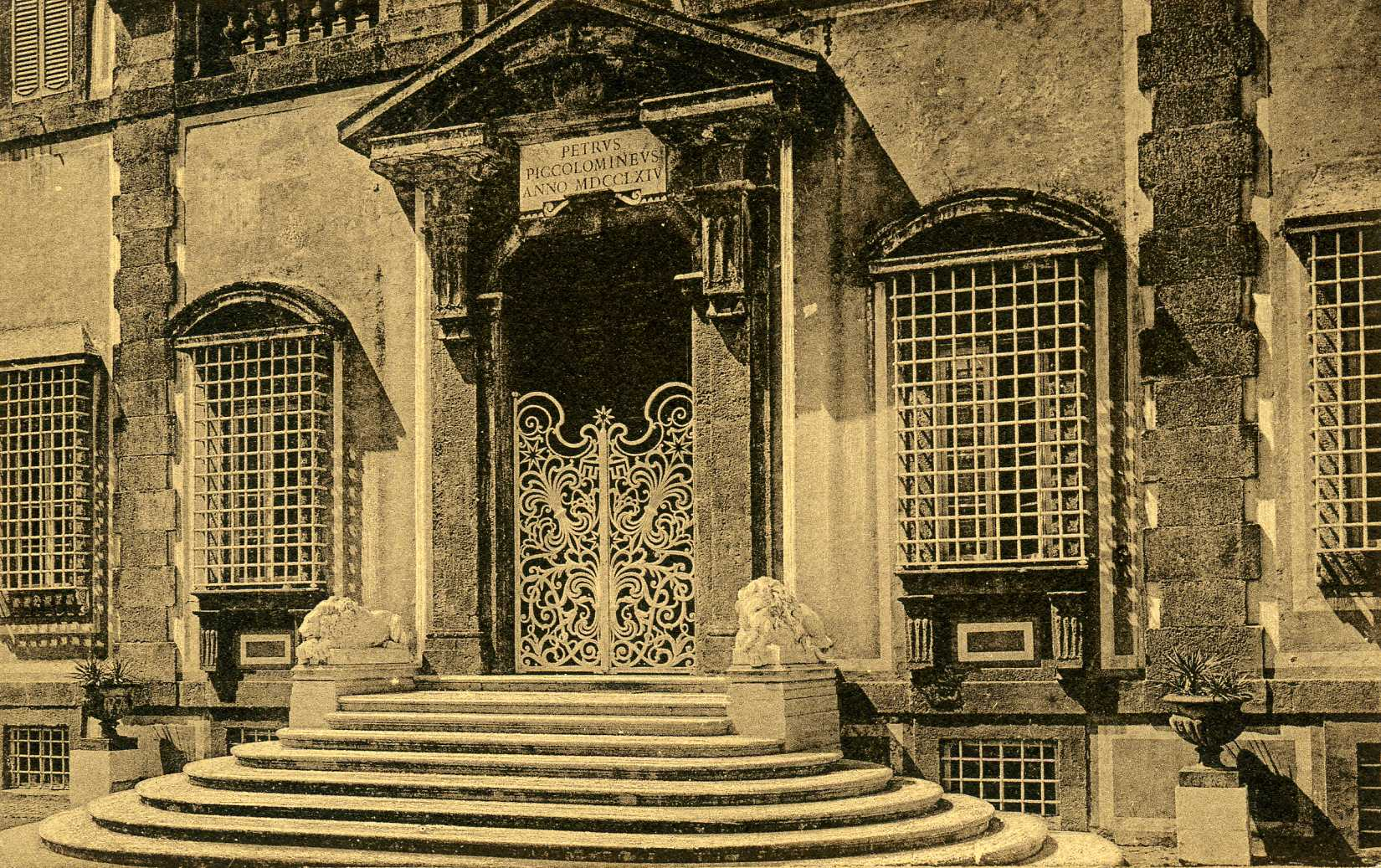
Entrée de Villa Lancellotti

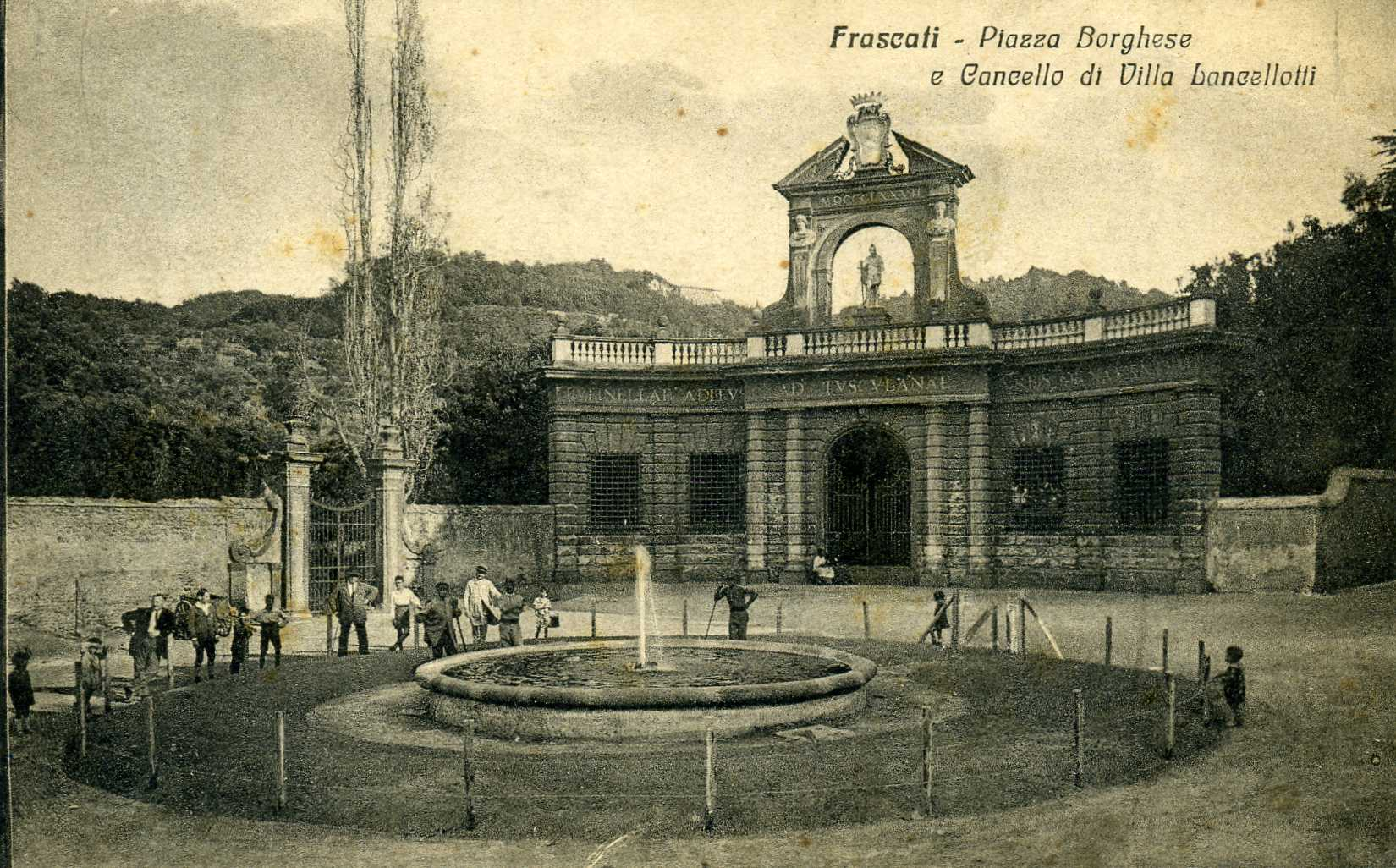
Entrée du Parc de l'Ombrellino en 1927

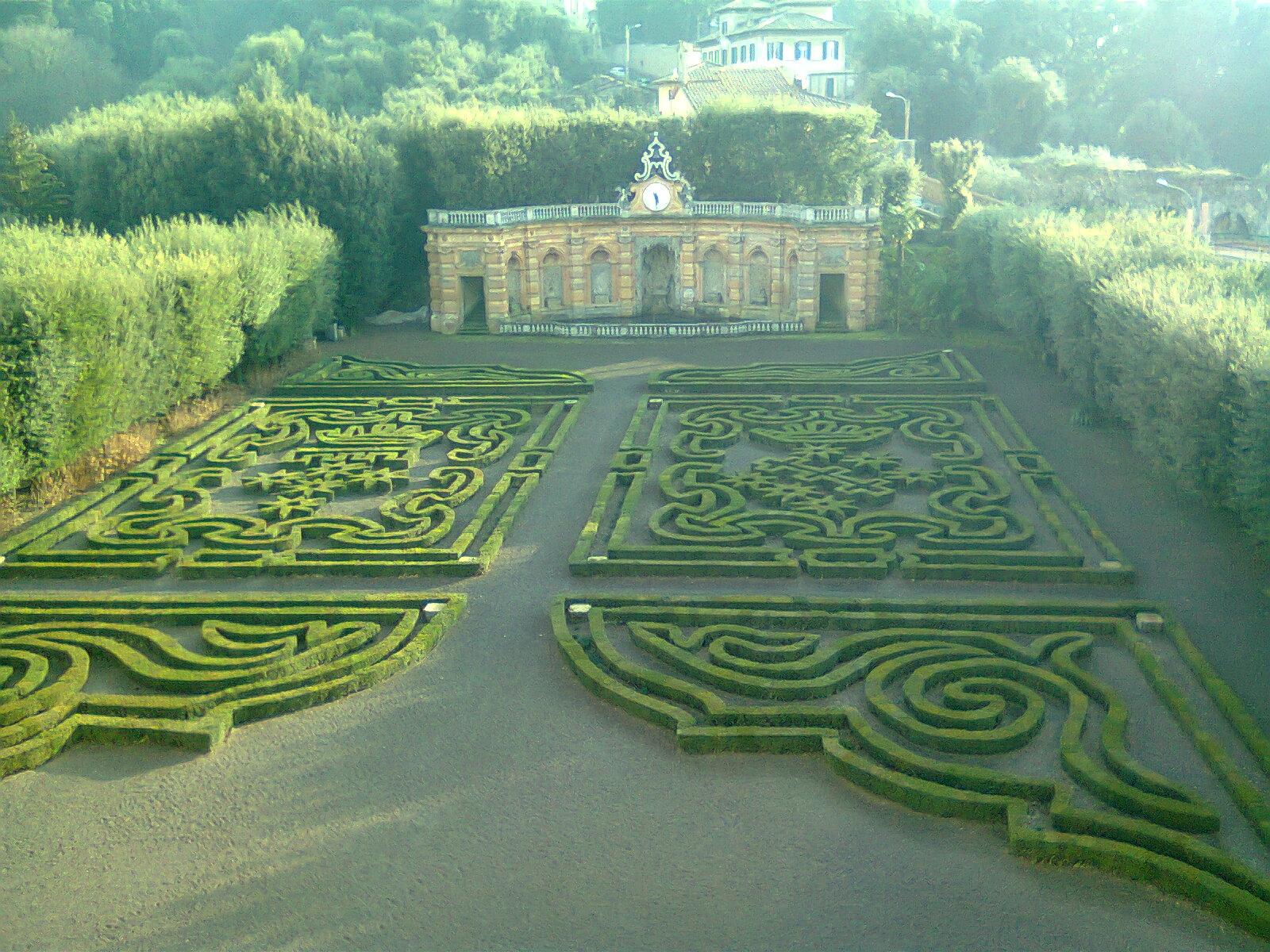
Jardin et Ninfeo de Villa Lancellotti

Villa Lancellotti est une villa de la commune de Frascati, dans la province de Rome.

## Histoire
La villa a été construite en 1582 par le cardinal Bonanni qui la vend en 1617 au banquier Roberto Primo qui a construit le « teatro d'Acqua » (théâtre de l'eau) au fond du jardin. Le théâtre est une copie directe de celui de la villa voisine Villa Mondragone. 
puis restructurée en 1730 par son nouveau propriétaire le prince  Pietro Piccolomini qui lui donne le nom de sa famille en la baptisant « Villa Piccolomini ».
À la fin des travaux, le prince déposa une plaque commémorative au-dessus de l'entrée : PETRUS PICCOLOMINEUS ANNO MDCCLXIV.
L'horloge, ou « orologio » a été ajoutée au XIXe siècle, quand la villa était la propriété de la famille Lancellotti
C'est dans cette villa qu'en 1607 le cardinal Cesare Baronio écrit son œuvre Storia della Chiesa.
Le roi Charles-Emmanuel IV de Sardaigne présent comme hôte dans la villa en octobre 1805 y reçoit le pape Pie VII.
En 1840 la villa est vendue au chevalier bavarois Francis Mehlem.
En 1855 George Sand loue la Villa Piccolomini du 31 mars au 19 avril avec son fils  Maurice et son secrétaire Alexandre Manceau.
En 1866, la villa est achetée et restructurée par le prince Filippo Massimo Lancellotti (1843-1915) et son épouse la princesse  Anna Elisabetta Borghese Aldobrandini (1847-1927) qui rebaptisent la villa à leur nom  Villa Lancellotti.

## Description
L'intérieur de la villa comporte des pièces décorées à fresque de scènes allégoriques de vie de campagne par le peintre Ciro Ferri (1634-1689). 
Le jardin de la villa est à l'italienne avec un ninfeo du  XVIe siècle.  
Dans le salon d'entrée au rez-de-chaussée se trouve une mosaïque retrouvée en 1863 à Tuscolo dans un territoire appartenant à l'Eremo Tuscolano des moines camaldules. 
Des statues trouvées lors des fouilles de Tusculum ornent la villa
Une  partie du jardin de la villa est actuellement devenu parc public sous le nom « Parco dell'Ombrellino  ».

## Sources
- (en) Wells Clara Louisa - The Alban Hills, Vol. I: Frascati - 1878 publisher: Barbera, Rome, Italy - OCLC 21996251